# Cratere Belopol'skiy
Belopol'skiy è un cratere lunare di 61,9 km situato nella parte sud-orientale della faccia nascosta della Luna.